# Ucrania en los Juegos Europeos de Bakú 2015
Ucrania participó en los Juegos Europeos de Bakú 2015 con una delegación de 243 deportistas. Responsable del equipo nacional fue el Comité Olímpico Nacional de Ucrania, así como las federaciones deportivas nacionales de cada deporte con participación.
El portador de la bandera en la ceremonia de apertura fue el tirador con arco Viktor Ruban.

## Medallistas
El equipo de Ucrania obtuvo las siguientes medallas:
| Nombre | Deporte               | Competición                      |
| --- | --------------------- | -------------------------------- |
| Oro |                       |                                  |
| Andri Yahodka | Esgrima               | Sable ind. M                     |
| Alina Komashchuk Olha Jarlan Olena Kravatska Olha Zhovnir                                                                               | Esgrima               | Sable por equipos F              |
| Ihor Radivilov | Gimnasia artística    | Concurso completo ind. M         |
| Oleh Verniayev | Gimnasia artística    | Salto de potro M                 |
| Inna Cherniak | Judo                  | –57 kg (ciegos) F                |
| Alina Stadnyk | Lucha libre           | 69 kg F                          |
| Andri Jloptsov | Natación              | 50 m mariposa M                  |
| Heorhi Ivanytsky Markiyan Ivashko Viktor Ruban                                                                                          | Tiro con arco         | Equipo M                         |
| Plata |                       |                                  |
| Krystyna Matsko Olha Maznichenko Hanna Zarytska Viktoriya Paziuk                                                                        | Baloncesto 3x3        | Torneo F                         |
| Gevorg Manukian | Boxeo                 | Pesado (–91 kg) M                |
| Hanna Solovei | Ciclismo en ruta      | Contrarreloj F                   |
| Andri Hrivko | Ciclismo en ruta      | Ruta M                           |
| Ihor Radivilov Oleh Verniayev Mykyta Yermak                                                                                             | Gimnasia artística    | Equipo M                         |
| Hanna Rizatdinova | Gimnasia rítmica      | Pelota F                         |
| Hanna Rizatdinova | Gimnasia rítmica      | Mazas F                          |
| Olena Dmytrash Yevgueniya Homon Olexandra Hridasova Valeriya Hudym Anastasiya Vozniak                                                   | Gimnasia rítmica      | Conjuntos 5 con cinta F          |
| Olexandr Pominov | Judo                  | +90 kg (ciegos) M                |
| Dmytro Tymchenko | Lucha grecorromana    | 98 kg M                          |
| Zhan Beleniuk | Lucha grecorromana    | 85 kg M                          |
| Tetiana Lavrenchuk | Lucha libre           | 58 kg F                          |
| Yuliya Tkach | Lucha libre           | 63 kg F                          |
| Olena Saiko | Sambo                 | –64 kg F                         |
| Bronce |                       |                                  |
| Dmytro Zamotayev | Boxeo                 | Mosca ligero (–49 kg) M          |
| Viktor Petrov | Boxeo                 | Superligero (–64 kg) M           |
| Yaroslav Samofalov | Boxeo                 | Welter (–69 kg) M                |
| Olexandr Jyzhniak | Boxeo                 | Semipesado (–81 kg) M            |
| Olena Dmytrash Yevgueniya Homon Olexandra Hridasova Valeriya Hudym Anastasiya Vozniak                                                   | Gimnasia rítmica      | Grupos 3 con mazas y 2 con aro F |
| Nataliya Nikolaichyk | Judo                  | –57 kg (ciegos) F                |
| Svitlana Yaromka | Judo                  | +78 kg F                         |
| Yakiv Jammo | Judo                  | +100 kg M                        |
| Serhi Drebot Vitali Dudchyk Olexandr Hordiyenko Yakiv Jammo Artem Jomula Quedjau Nhabali Vadym Syniavsky Heorhi Zantaraya               | Judo                  | Equipo M                         |
| Dmytro Pyshkov | Lucha grecorromana    | 75 kg M                          |
| Valeri Andritsev | Lucha libre           | 97 kg M                          |
| Vasyl Shuptar | Lucha libre           | 61 kg M                          |
| Andri Jloptsov | Natación              | 50 m espalda M                   |
| Maryna Kolesnykova | Natación              | 200 m espalda F                  |
| Yana Nariezhna Yelyzaveta Yajno | Natación sincronizada | Dueto F                          |
| Valeriya Aprieleva Valeriya Berezhna Veronika Hryshko Yana Nariezhna Alina Shynkarenko Kateryna Tkachova Yelyzaveta Yajno Anna Yesipova | Natación sincronizada | Equipo F                         |
| Valeriya Aprieleva Valeriya Berezhna Veronika Hryshko Yana Nariezhna Alina Shynkarenko Kateryna Tkachova Yelyzaveta Yajno Anna Yesipova | Natación sincronizada | Combinación F                    |
| Mariya Povj Anastasiya Todorova | Piragüismo            | K2 200 m F                       |
| Diana Shelestiuk | Saltos                | Trampolín 1 m F                  |
| Diana Shelestiuk Marharita Dzhusova | Saltos                | Trampolín 3 m sincro. F          |
| Razmik Tonoyan | Sambo                 | +100 kg M                        |
| Lei Kou | Tenis de mesa         | Individual M                     |
| Lidiya Sichenikova Heorhi Ivanytsky | Tiro con arco         | Equipo mixto                     |
| Lidiya Sichenikova Veronika Marchenko Anastasiya Pavlova                                                                                | Tiro con arco         | Equipo F                         |